# ニコラ・アダムズ
ニコラ・アダムズ（Nicola Adams MBE、1982年10月26日 - ）は、イギリスの元プロボクサーである。2012年ロンドンオリンピック・2016年リオ五輪女子フライ級金メダリスト。元WBO女子世界フライ級王者。両性愛者であることを公表している。34歳でプロデビューを果たした異例の遅咲き選手。

## 経歴
イングランド・リーズ出身。

### アマチュア時代
13歳でボクシングの試合に出場し勝利。
2008年世界選手権にバンタム級で初出場し銀メダル。
2010年世界選手権はフライ級で連続銀メダル。
2012年5月、ロンドンオリンピック予選を兼ねた2012年世界選手権にフライ級(51kg)で出場し、決勝で敗退。
2012年8月、ロンドンオリンピックにフライ級(51kg)で出場し、準決勝でインドのメアリー・コムを破り、決勝で中国の任燦燦を降し金メダルを獲得。
2016年5月、世界選手権ににフライ級(51kg)で出場し、優勝。
2016年8月、リオデジャネイロオリンピックにフライ級(51kg)で出場し、金メダル獲得。

### プロ時代
2017年4月8日、フランク・ウォーレンと契約してプロデビュー戦を行い、4回判定勝利。なお、アダムズのプロデビューによりロンドン五輪ボクシング女子金メダリストは3人ともプロ転向したことになる。
2018年10月6日、レスター・アリーナでイザベル・ミランと空位のWBO世界女子フライ級暫定王座決定戦で対戦し、10回判定勝ちでプロ5戦目での王座獲得に成功した。2019年8月、前正規王者アレリー・ムシーニョの王座剥奪により正規王者に昇格した。
2019年11月6日、目を負傷し、ボクシングを続ければ失明する可能性があると診断を受けたため現役引退を表明した。